# دینه رود
دینه رود، روستایی از توابع بخش رودبارالموت شهرستان قزوین در استان قزوین ایران است.

## جمعیت
این روستا در دهستان الموت پایین قرار دارد و بر اساس سرشماری مرکز آمار ایران در سال ۱۳۸۵، جمعیت آن ۹۲ نفر (۳۱خانوار) بوده‌است.

## مردم
دینه‌رودی‌ها تات هستند و به زبان تاتی تکلم می‌کنند.